# الكلية الحربية السورية (حمص)
الكلية الحربية السورية هي أولى المؤسسات التعليمية والتدريبية العسكرية الرئيسية في سوريا، أُسست في دمشق في عام 1919م، تهدف إلى إعداد ضباط للخدمة في الجيش السوري. مدة التدريب والدراسة فيها ثلاث سنوات، وتوجد الكلية شمال غرب مدينة حمص.
ولها تاريخ طويل في إعداد وتدريب الضباط. مرت بثلاث مراحل حتى اصبحت كما نعرفها الان وهي :
- المدرسة الحربية
- الكلية العسكرية
- الكلية الحربية

## المدرسة الحربية
أُسست في دمشق 1919م في عهد الملك فيصل الأول ملك المملكة العربية السورية و خرجت دورة واحدة من الضباط و دورتين من صف الضباط على عجل في أوائل شهر تموز 1920 قبل معركة ميسلون. و عند الانتداب الفرنسي على سوريا أعاد الفرنسيون افتتاح هذه المدرسة و أطلقوا عليها الإسم نفسه " المدرسة الحربية ( l,ecole militaire ) . و كانت الدراسة فيها باللغة الفرنسية و هي مفتوحة للشبان السوريين و اللبنانيين معاً, ومدتها ثلاث سنوات، يتخرج الطالب في نهايتها برتبة " ملازم ثان " . وكان عدد طلاب الدورة الأولى التي تخرجت في هذه المدرسة أربعة و أربعين طالباً سورياً و لبنانياً , ومنهم فؤاد شهاب (قائد الجيش اللبناني و رئيس الجمهورية اللبنانية فيما بعد) , و جميل لحود (والد رئيس الجمهورية اللبنانية الأسبق إميل لحود) شوكت شقير, و عبد الله عطفة (أول رئيس أركان للجيش السوري في العهد الوطني 1945- 1949). في عام 1932 نقلت فرنسا المدرسة من دمشق إلى حمص، و أول دورة كانت في حمص سنة (1932 – 1934) لنخبة من الضباط السوريين و اللبنانيين. و عند اندلاع الحرب العالمية الثانية (أيلول 1939) نقلت المدرسة الحربية من حمص إلى حلب وفي شهر تموز 1941 عادت الى حمص . ثم نقلت من جديد إلى حلب عام 1944 و عادت بعد انتهاء الحرب العالمية الثانية والاستقلال إلى حمص , وقد بلغ عدد الدورات التي تخرجت في المدرسة الحربية في عهد الانتداب الفرنسي إحدى و عشرين دورة بين 1923 و 1945 .

## الكلية العسكرية
بعد استقلال سوريا في 17 نيسان 1946 تغير الاسم من المدرسة الحربية الى الكلية العسكرية. ولما كانت الدراسة فيها باللغة الفرنسية تمت ترجمة الكتب الأساسية الى اللغة العربية (رتيب المشاة) في ظرف ثلاثة أشهر فقط من قبل نخبة من الضباط اللذين يجيدون اللغتين الفرنسية والعربية معاً .
شروط قبول الطالب في الكلية العسكرية :
- أن يكون حائزاً على الشهادة الثانوية أو ما يعادلها (الشهادة الإعدادية + شهادة قائد فصيل بالنسبة للعسكريين)
- يتمتع بلياقة بدنية كاملة .
- مدة الدراسة فيها سنتان دراسيتان، وكان الطالب الضابط يصنف برتبة (عريف ) في السنة الأولى وبرتبة ( رقيب ) في السنة الثانية . وأدنى مدة للتطوع كانت خمس سنوات تجدد تلقائياً بعد ذلك .

المواد التي تدرس في الكلية العسكرية : 
(الأسلحة، علم الرمي، فن الرمي، القتال على مستوى الجماعة ،القتال على مستوى الفصيلة ،القتال على مستوى السرية) ،والمواد العلمية – التطبيقية (الرياضة البدنية ،الرمي ،المسير النهاري والليلي) و كذلك المواد الثقافية – المساعدة (لغة عربية , لغة فرنسية , لغة إنجليزية , لغة عبرية , تاريخ عسكري , جغرافيا عسكرية ...) .
و كانت السنة الأولى دراسة عامة بينما تكرس السنة الثانية للتخصص في أسلحة المشاة أو المدرعات أو المدفعية .
وتخرج في الكلية العسكرية في الفترة الواقعة بين 1945 و 1958 شباب كثر منهم رؤساء للدولة (لؤي الأتاسي , أمين الحافظ , حافظ الأسد) و عدد من وزراء الدفاع .
و في عام 1958 انتقلت الكلية العسكرية إلى مصر بسبب الوحدة ثم عادت إلى سوريا بعد الانفصال في شهر تشرين الأول 1961 .

## الكلية الحربية
أخذت (الكلية العسكرية) اسم (الكلية الحربية) منذ انتقالها إلى مصر إبان الوحدة السورية المصرية واحتفظت باسمها الجديد بعد ذلك. وقد كانت الفترة الفاصلة بين 1961 و1974 فترة انتقالية بقي نظام الكلية الحربية من الناحية الإدارية فيها كما كان قبل الوحدة بين سوريا ومصر وخاصة من حيث مدة الدراسة التي بقيت سنتين. وفي 31/12/1974 صدر التعميم رقم 2226/311/2 عن القيادة العامة ويقضي بأن تصبح مدة الدراسة في الكلية الحربية ثلاث سنوات وذلك بدءاً من الدورة الثلاثين لعام 1975. وسمحت المدة الجديدة بتأهيل الضباط بشكل أفضل، وهكذا أصبحوا يتخرجون بمستوى قائد سرية (بدلاً من قائد فصيل سابقاً) وألغيت دورة قائد سرية تأسيساً على ذلك.

## أقسام الكلية الحربية
تضم الكلية الحربية السورية سبعة أقسام رئيسية وهي:
1. المشاة
2. المدرعات
3. الإشارة
4. مضادات الدروع
5. الشؤون الإدارية
6. الشؤون الفنية
7. التسليح.

وهذه الأقسام تخرج طلاب ضباط بالاختصاص الموافق لها، وتعتبر كليات المشاة والمدرعات أهمها على الإطلاق وأكثرها عددا.
توفر الكلية الحربية السورية مجمعات تدريبية هامة وحديثة ويشتمل على: حقل رمي مشاة إلكتروني، حقل رمي عربات مدرعة بي إم بي، حقل رمي صواريخ مضادة للدروع، حقل رمي تكتيكي، حقل رمي تدريب هندسي، حقل تطعيم المعركة، حقل قتال ضد الدبابات، حقل خاص بأساليب الرمي. وغيرها من حقول التدريب. و قد بلغ عدد الدورات التي تخرجت من الكلية حتى عام 2001 إحدى وثمانين دورة.

## كليات عسكرية شقيقة
الكلية البحرية في اللاذقية
الكلية الجوية في حلب
كلية الدفاع الجوي في حمص
كلية الشؤون الفنية في حمص
كلية المدرعات في حمص
كلية هندسة الميدان في حمص
كلية مدفعية الميدان في حلب
الأكاديمية العسكرية في حلب التي تخرج ضباطا مهندسين.
الكلية الحربية للبنات في منطقة الغزلانية قرب دمشق .و جدير بالذكر أن الكلية الحربية في حمص غالباً ما ضمت في دوراتها المتعاقبة نفراً من الطلاب العرب غير السوريين من اليمن والأردن والجزائر والكويت وسلطنة عمان ولبنان وغيرهم من الطلاب العرب، وهذا جزء من الواجب القومي الذي تقوم به القيادة العامة للجيش والقوات المسلحة في الجيش العربي السوري.